# Scopaeothrips unicolor
Scopaeothrips unicolor är en insektsart som först beskrevs av Ian A. Hood 1912.  Scopaeothrips unicolor ingår i släktet Scopaeothrips och familjen rörtripsar. Inga underarter finns listade i Catalogue of Life.